# Skydive Dubai
Skydive Dubai (UCI Team Code: SKD) — профессиональная шоссейная велосипедная команда категории UCI Continental Team, базирующаяся в Дубае, ОАЭ.

## История
Команда была основана в 2014 году и стала первой командой UCI зарегистрированной в Объединенных Арабских Эмиратах.
Менеджером был Рикардо Мартинс, спортивными директорами — Абдулрхман Алаамри, Юрий Лаврушкин, Хумайд Мехраб, Мустафа Язиди и Андреас Петерманн.
Команда принимала участие в континентальных турах UCI. В октябре 2016 году приняла участие на Чемпионат мира по шоссейному велоспорту 2016 в командной гонке с раздельным стартом по итогам которой заняла 15 место.
В конце сезона 2016 года бывший спортивный директор Альберто Вольпи и ассоциация итальянских велосипедистов ACCPI — дочерняя ассоциация Cyclistes Professionnels Associés — заявили, что гонщики и руководители команды не получали зарплату с апреля.

### Известные гонщики
- Владимир Гусев[9]
- Франсиско Мансебо[10]
- Оскар Пужоль[10]
- Александр Плюшкин[11]

## Главные победы
- Тур Кумано — Франсиско Мансебо (2014)
- Тур Шарджа — Александр Плюшкин (2014), Сауфиане Хадди (2015), Адиль Джеллоуль (2016)
- Джелаях Малайзия — Рафаа Чтиоуи (2014), Франсиско Мансебо (2015)
- Тур Египта — Франсиско Мансебо (2015)
- Тропикале Амисса Бонго — Рафаа Чтиоуи (2015)
- Кубок ОАЭ — Махер Хаснауи (2015)
- Тур Зубараха — Махер Хаснауи (2015)

### Национальные чемпионаты
- Чемпионат Марокко
  - групповая гонка — Адиль Джеллоуль (2014), Сауфиане Хадди (2015)
  - индивидуальная гонка — Сауфиане Хадди (2014 и 2015)
- Чемпионат Туниса
  - групповая гонка — Рафаа Чтиоуи (2014 и 2015)
  - индивидуальная гонка — Рафаа Чтиоуи (2015), Махер Хаснауи (2016)